# Ulrik Wilhelm Novisadi
Ulrik Wilhelm Novisadi (Novosadi), född 15 september 1740 i Karlskrona, död 1761 i Göteborg, var en svensk guldsmedgesäll och kopparstickare.
Han var son till guldsmeden och konstnären Sigismund Novisadi och Maria Elisabeth Schlyter samt bror till Fredrik Sigismund Novisadi. Bland hans bevarade arbeten märks heraldiska vapen utförda i kopparstick. 